# Ревсельга
Ре́всельга (карел. Revonselgy) — деревня в Прионежском районе Республики Карелия, административно входит в состав Пайского сельского поселения.

## Общие сведения
Располагается на северо-восточном берегу Ревсельгского озера.

## Население
Численность населения в 1905 году составляла 147 человек.
| 2002 | 2009 | 2010 | 2013 |
| ---- | ---- | ---- | ---- |
| 4    | ↗5   | →5   | →5   |